# István Bilek

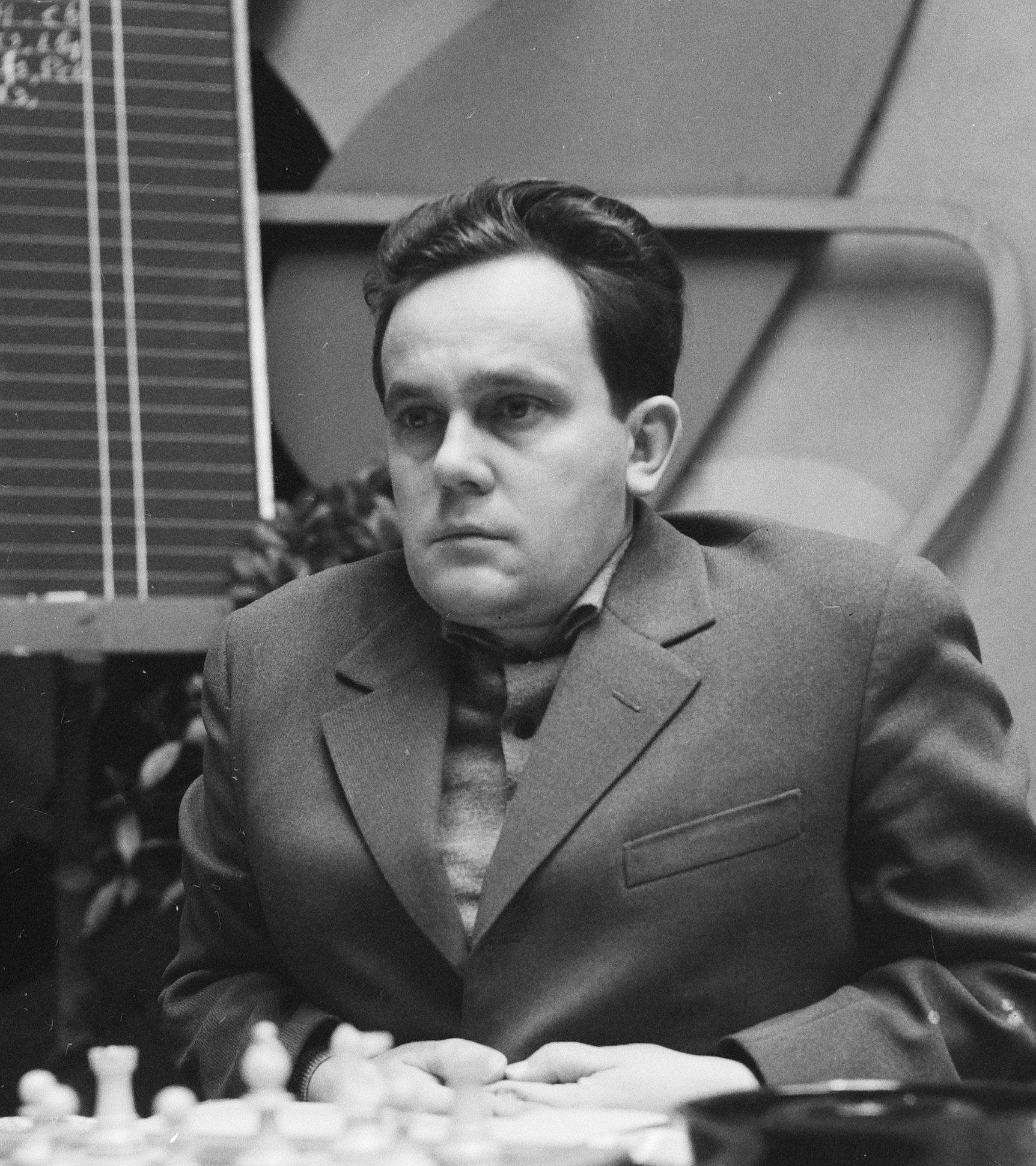
István Bilek in 1966

István Bilek (Boedapest, 11 augustus 1932 - 20 maart 2010) was een Hongaars schaakgrootmeester.
Bilek werd driemaal Hongaars schaakkampioen (1963, 1965 en 1970) en speelde in 1962 en 1964 het interzonale kwalificatietoernooi. Hij won de toernooien Balatonfüred in 1960, Salgótarján in 1967 en Debrecen in 1970.
Bilek speelde negen maal in het Hongaarse team op de schaakolympiades (1958 tot 1974) en won er drie individuele medailles: zilver in 1962, brons in 1966 en nogmaals zilver in 1972. Bilek kreeg in 1958 de titel van "internationaal meester" en in 1962 de titel van grootmeester. Hij was ook auteur van een aantal boeken over schaken. 

## Boeken
- Gyõzelmünk a sakkolimpián, 1979, ISBN 963-253-367-4
- Versenyfutás az aranyérmekért, Rennen um die goldene Medaille, 1980
- Örökös sakkban, Im ewigen Schach, 1987, ISBN 963-09-4543-6
- Magyar sakktörténet 3., 1989
- Barcza Gedeon, 1990